# Championnats d'Afrique de Laser
Les Championnats d'Afrique de Laser sont des régates opposant des skippers du continent africain dans la classe Laser.

## Éditions
| Année | Ville | Pays    | Dates              |
| ----- | ----- | ------- | ------------------ |
| 2010  | Alger | Algérie | 26 avril au 2 mai. |
| 2014  | Mila  | Algérie | 1- 7 mai           |
| 2015  | Alger | Algérie | 4-11 décembre 2015 |
| 2019  | Alger | Algérie | 6-12 octobre 2019  |

## Médaillés

### Laser standard hommes
| Édition | Or                    | Argent                | Bronze            |
| ------- | --------------------- | --------------------- | ----------------- |
| 2015,   | Youssef Akrout (TUN)  | Rodney Govinden (SEY) | Allan Julie (SEY) |
| 2019    | Rodney Govinden (SEY) | Aly Badawy (EGY)      | Manuel Lelo (ANG) |

### Laser radial femmes
| Édition | Or                   | Argent                      | Bronze                |
| ------- | -------------------- | --------------------------- | --------------------- |
| 2015,   | Ines Gmati (TUN)     | Imène Cherif-Sahraoui (ALG) | Khouloud Mansi (EGY)  |
| 2019    | Deisy Nhaquile (MOZ) | Khouloud Mansy (EGY)        | Malia Karassane (ALG) |

### Laser 4.7 hommes
| Édition | Or                     | Argent              | Bronze                      |
| ------- | ---------------------- | ------------------- | --------------------------- |
| 2010    | Mohamed Benouali (ALG) | Bilel Nedjari (ALG) | Anis Lamjid (TUN)           |
| 2014    | Diuaris Georgou (RSA)  | Long Dylan (RSA)    | Abdelkhalek Boussouar (ALG) |

### Laser 4.7 femmes
| Édition | Or             | Argent             | Bronze          |
| ------- | -------------- | ------------------ | --------------- |
| 2010    | Lamia Hammiche | Lara Granier       | Sihem Mehani    |
| 2014    | Nouha Akil     | Ashleigh Hellstrom | Robertson Megan |